# Piombo, polvere e carbone
Piombo, polvere e carbone è il secondo album del duo palermitano Il Pan del Diavolo, pubblicato nel 2012.

## Descrizione
Pubblicato il 3 aprile 2012 da La Tempesta Dischi, il disco è stato prodotto dalla stessa band e da Fabio Rizzo ed è stato registrato a Volterra, mentre il missaggio è stato affidato a JD Foster. Alle registrazioni hanno collaborato, tra gli altri, Nicola Manzan (Bologna Violenta), Ufo (Zen Circus), Antonio Gramentieri e Diego Sapignoli (Sacricuori, Hugo Race). Il pezzo scelto come singolo di lancio è Scimmia urlatore.
Il disco debutta alla posizione 83 della classifica di vendita degli album FIMI.
Viene realizzato il videoclip del brano La velocità (regia e animazione di Marco Pavone), con immagini tratte da Carnera. La montagna che cammina, graphic novel di Davide Toffolo. In ottobre viene diffuso il video di Libero, realizzato da Valerio Filardo.

## Tracce
Testi di Pietro Alessandro Alosi, musiche di Il Pan del Diavolo.
1. Elettrica – 2:45
2. Scimmia urlatore – 3:44
3. Donna dell'Italia – 2:55
4. La velocità – 3:34
5. Piombo, polvere e carbone – 2:32
6. Dolce far niente – 2:40
7. Vento fortissimo – 5:16
8. Libero – 3:55
9. Fermare il tempo – 4:02
10. La Viliore – 3:08
11. La differenza fra essere svegli e dormire – 4:38

## Formazione

### Gruppo
- Pietro Alessandro Alosi - voce, grancassa, chitarra, basso
- Gianluca Bartolo - chitarra a 12 corde, chitarra elettrica, dobro, banjo, mandolino

### Altri musicisti
- Antonio Gramentieri - chitarra elettrica, chitarra baritona, basso
- Diego Sapignoli - batteria, percussioni
- Nicola Manzan - archi in Fermare il tempo
- Massimiliano 'Ufo' Schiavelli (Zen Circus) - basso resofonico in Libero
- Davide Barbatosta (Nobraino) - fiati in reverse in La differenza fra essere svegli e dormire
- Luca Macaluso - armonica a bocca in Dolce far niente
- Davide Di Giovanni e Gianmartino La Delizia - mellotron in La velocità
- Irene Ientile - cori in Vento fortissimo